# Меплвуд (Міннесота)
Меплвуд (англ. Maplewood) — місто (англ. city) в США, в окрузі Ремсі штату Міннесота. Населення — 42 088 осіб (2020).

## Географія
Меплвуд розташований за координатами 45°1′8″ пн. ш. 93°1′52″ зх. д. / 45.01889° пн. ш. 93.03111° зх. д. (45.019015, -93.031060).  За даними Бюро перепису населення США в 2010 році місто мало площу 46,58 км², з яких 43,97 км² — суходіл та 2,61 км² — водойми.

## Демографія
Згідно з переписом 2010 року, у місті мешкало 38 018 осіб у 14 882 домогосподарствах у складі 9620 родин. Густота населення становила 816 осіб/км².  Було 15561 помешкання (334/км²).
Расовий склад населення:
| - 75,5 % — білих - 10,4 % — азіатів - 8,2 % — чорних або афроамериканців - 0,5 % — корінних американців - 0,1 % — вихідців з тихоокеанських островів - 2,4 % — осіб інших рас |

До двох чи більше рас належало 2,9 %. Частка іспаномовних становила 6,2 % від усіх жителів.
За віковим діапазоном населення розподілялося таким чином: 22,9 % — особи молодші 18 років, 61,9 % — особи у віці 18—64 років, 15,2 % — особи у віці 65 років та старші. Медіана віку мешканця становила 39,3 року. На 100 осіб жіночої статі у місті припадало 92,5 чоловіків;  на 100 жінок у віці від 18 років та старших — 89,4 чоловіків також старших 18 років.
Середній дохід на одне домашнє господарство  становив 76 674 долари США (медіана — 62 527), а середній дохід на одну сім'ю — 91 263 долари (медіана — 78 649). Медіана доходів становила 50 163 долари для чоловіків та 44 482 долари для жінок. За межею бідності перебувало 9,6 % осіб, у тому числі 16,1 % дітей у віці до 18 років та 5,3 % осіб у віці 65 років та старших.
Цивільне працевлаштоване населення становило 19 900 осіб. Основні галузі зайнятості: освіта, охорона здоров'я та соціальна допомога — 25,8 %, роздрібна торгівля — 12,3 %, виробництво — 11,1 %.